# Алайанс (тауншип, Миннесота)
Алайанс (англ. Alliance) — тауншип в округе Клей, Миннесота, США. На 2000 год его население составило 246 человек.

## География
По данным Бюро переписи населения США площадь тауншипа составляет 94,1 км², из которых 94,1 км² занимает суша, водоёмов нет.

## Демография
По данным переписи населения 2000 года здесь находились 246 человек, 95 домохозяйств и 77 семей.  Плотность населения —  2,6 чел./км².  На территории тауншипа расположено 106 построек со средней плотностью 1,1 построек на один квадратный километр. Расовый состав населения: 96,34 % белых, 0,41 % афроамериканцев, 2,44 % коренных американцев и 0,81 % приходится на две или более других рас. Испанцы или латиноамериканцы любой расы составляли 0,41 % от популяции тауншипа.
Из 95 домохозяйств в 30,5 % воспитывались дети до 18 лет, в 75,8 % проживали супружеские пары, в 2,1 % проживали незамужние женщины и в 18,9 % домохозяйств проживали несемейные люди. 15,8 % домохозяйств состояли из одного человека, при том 3,2 % из — одиноких пожилых людей старше 65 лет. Средний размер домохозяйства — 2,59, а семьи — 2,92 человека.
24,8 % населения — младше 18 лет, 3,7 % — в возрасте от 18 до 24 лет, 29,3 % — от 25 до 44, 24,8 % — от 45 до 64, и 17,5 % — старше 65 лет. Средний возраст — 41 год. На каждые 100 женщин приходилось 113,9 мужчин.  На каждые 100 женщин старше 18 приходилось 117,6 мужчин.
Средний годовой доход домохозяйства составлял 45 000 долларов, а средний годовой доход семьи —  51 563 доллара. Средний доход мужчин —  33 125  долларов, в то время как у женщин — 31 667. Доход на душу населения составил 17 867 долларов. За чертой бедности находились 5,5 % семей и 4,8 % всего населения тауншипа, из которых 11,1 % старше 65 лет.